# Han van Meegeren

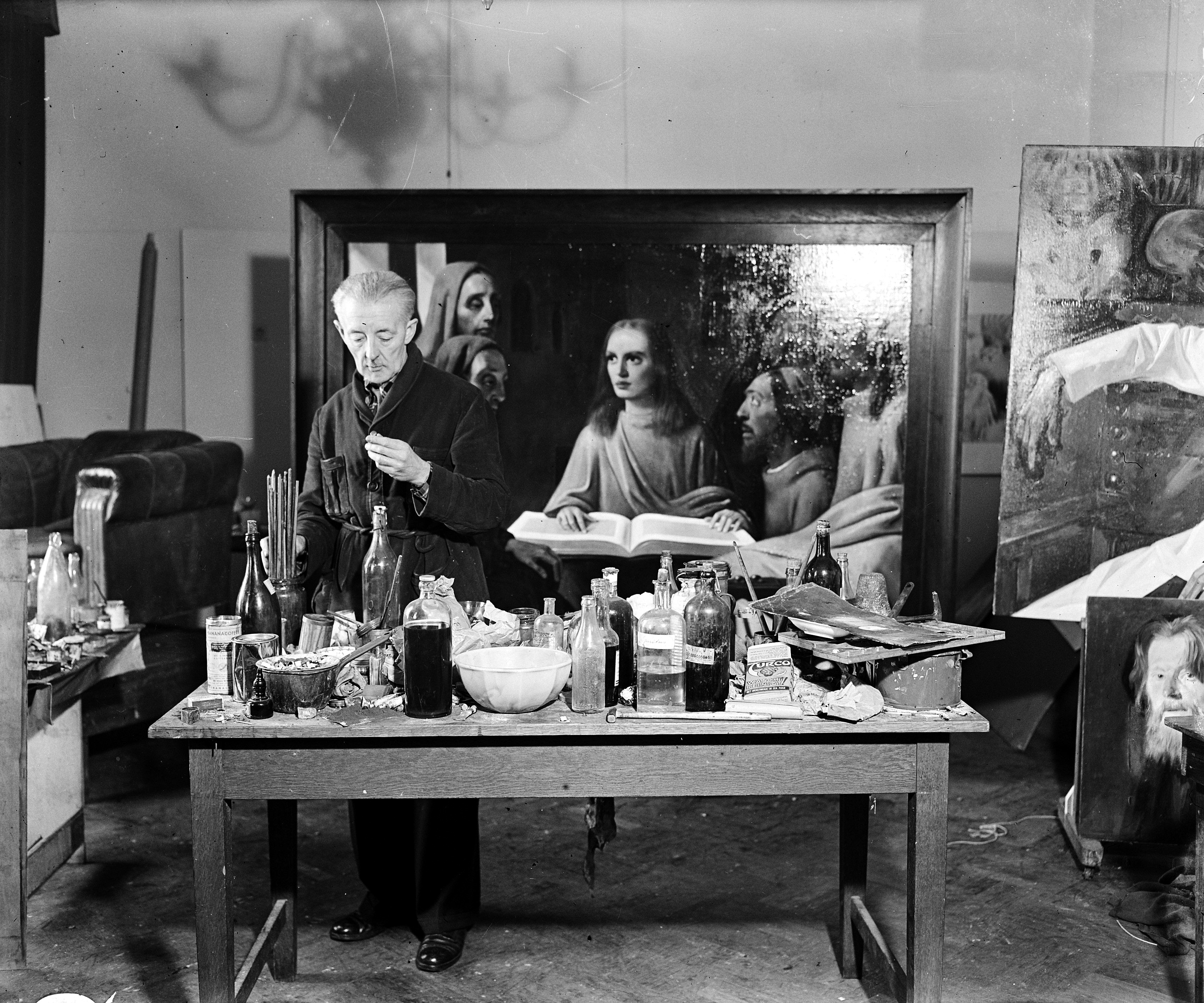
Han van Meegeren (1945)

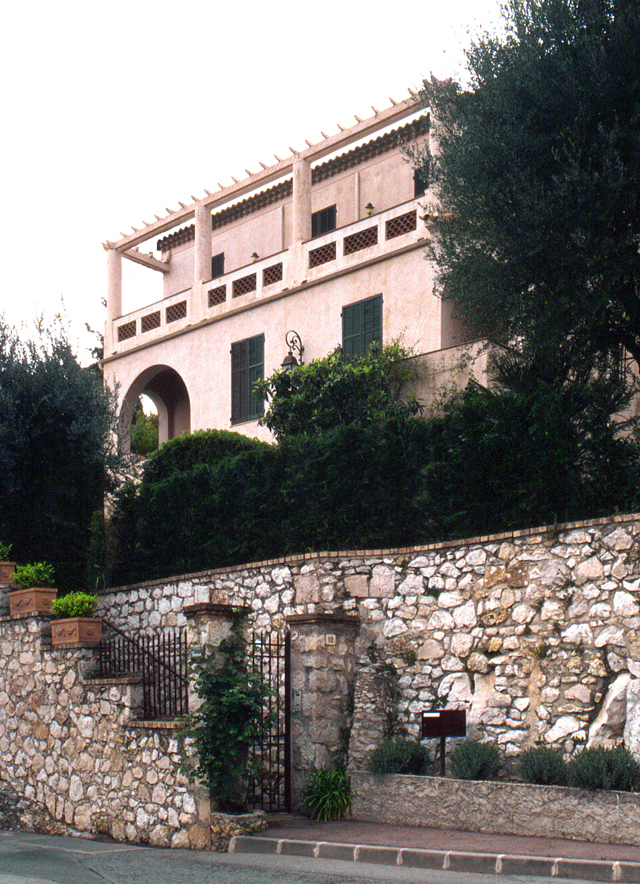
Han van Meegeren mietete in den Jahren 1932–1936 die Villa Primavera in Roquebrune-Cap-Martin, Avenue des Cyprès 10. Hier malte er die Vermeer-Fälschung Christus und die Jünger in Emmaus.

Henricus Antonius „Han“ van Meegeren (* 10. Oktober 1889 in Deventer in der niederländischen Provinz Overijssel; † 30. Dezember 1947 in Amsterdam) war ein niederländischer Maler, Restaurator, Kunsthändler und Kunstfälscher. Er war zwar keiner der bedeutenden Maler der Niederlande, aber er gilt als einer der genialsten Kunstfälscher des 20. Jahrhunderts.

## Leben
Han (Kurzform und zugleich ein Diminutiv für Henri = Henricus) van Meegeren wurde als drittes Kind römisch-katholischer Eltern geboren. Er war der Sohn von Hendrikus Johannes van Meegeren (Lehrer für Englisch und Geschichte an der Realschule und an der Lehrerbildungsanstalt in Deventer) und Augusta Louisa Henrietta Camps.

### Künstlerische Entwicklung

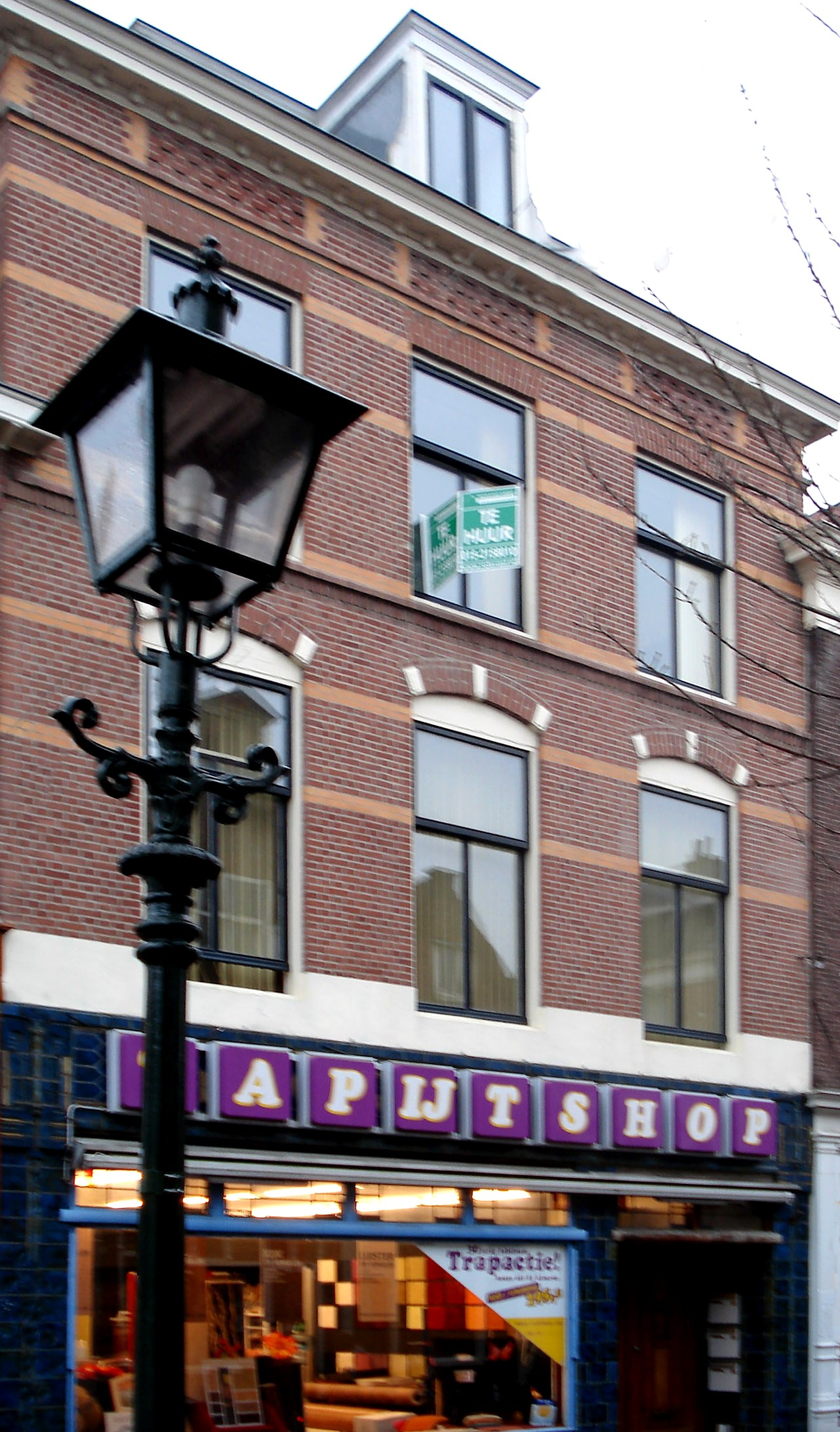
Han van Meegeren lebte in den Jahren 1907–1912 als Student in der oberen Wohnung des Hauses Choorstraat 51 in Delft

Er fühlte sich von seinem Vater zurückgesetzt, nicht verstanden und abgelehnt, weil der strenge Vater ihm jede künstlerische Betätigung verbot und ihn ständig negativ beurteilte: „Du weißt nichts, du bist nichts und du kannst nichts“.
Schon mit acht oder neun Jahren begann er zu zeichnen. Während er die Hogereburgerschool (HBS) besuchte, erhielt er Zeichenunterricht bei dem Lehrer und Maler Bartus Korteling (1853–1930), der für ihn zum väterlichen Freund wurde. Korteling begeisterte ihn für Jan Vermeer und zeigte ihm, wie Jan Vermeer seine Farben herstellte und mischte. Er lehnte die Impressionisten ab, und sein starker persönlicher Einfluss führten dazu, dass Han van Meegeren sich in Zukunft nur dem Goldenen Zeitalter der niederländischen Kunst zuwandte und nicht der zeitgenössischen Kunst, die er grundsätzlich ablehnte.
Auf Wunsch des Vaters studierte er ab 1907 Architektur an der Technischen Hogeschool in Delft, der Heimatstadt des Jan Vermeer. Neben dem Architekturstudium besuchte er die Kunstschule. Im Architekturstudium legte er die propädeutischen Prüfungen und das Kandidatenexamen ab, aber an dem abschließenden Examen nahm er nicht teil. 1913 brach er das Architekturstudium ab und konzentrierte sich in der Kunstschule auf Zeichnen und Malen.
Er war Mitglied in der Rudervereinigung De Delftse Sport (DDS), die 1913 den aus dem Anfang des 16. Jahrhunderts stammenden Wallturm St.-Huybrechtstoren in Delft, Oostplantsoen 40 ankaufte. Han van Meegeren machte die Bauzeichnungen für die Renovierung des Wallturmes und für den Anbau des Ruder- und Klubhauses. Das Bauvorhaben im Delfter Stil des 17. Jahrhunderts wurde 1914 nach seinen Plänen fertiggestellt.
Am 18. April 1912 heiratete er gegen den Willen seines Vaters die Kunststudentin Anna de Voogt aus Indonesien. Er verließ nach der Eheschließung Delft und zog mit ihr zu ihrer Großmutter in Rijswijk in den Van Vredenburchweg 72. Sein Sohn Jacques Henri Emil wurde am 26. August 1912 in Rijswijk geboren. Jacques ist später wie sein Vater Maler geworden; er starb am 26. Oktober 1977 in Amsterdam.
Am 8. Januar 1913 erhielt Han van Meegeren in einem Wettbewerb der Afdeling Algemene Wetenschappen van de Technische Hogeschool in Delft den ersten Preis für das im Stil des 17. Jahrhunderts gemalte Aquarell Kircheninneres, das den Innenraum der St. Laurenskerk in Rotterdam im 15. Jahrhundert zeigt.

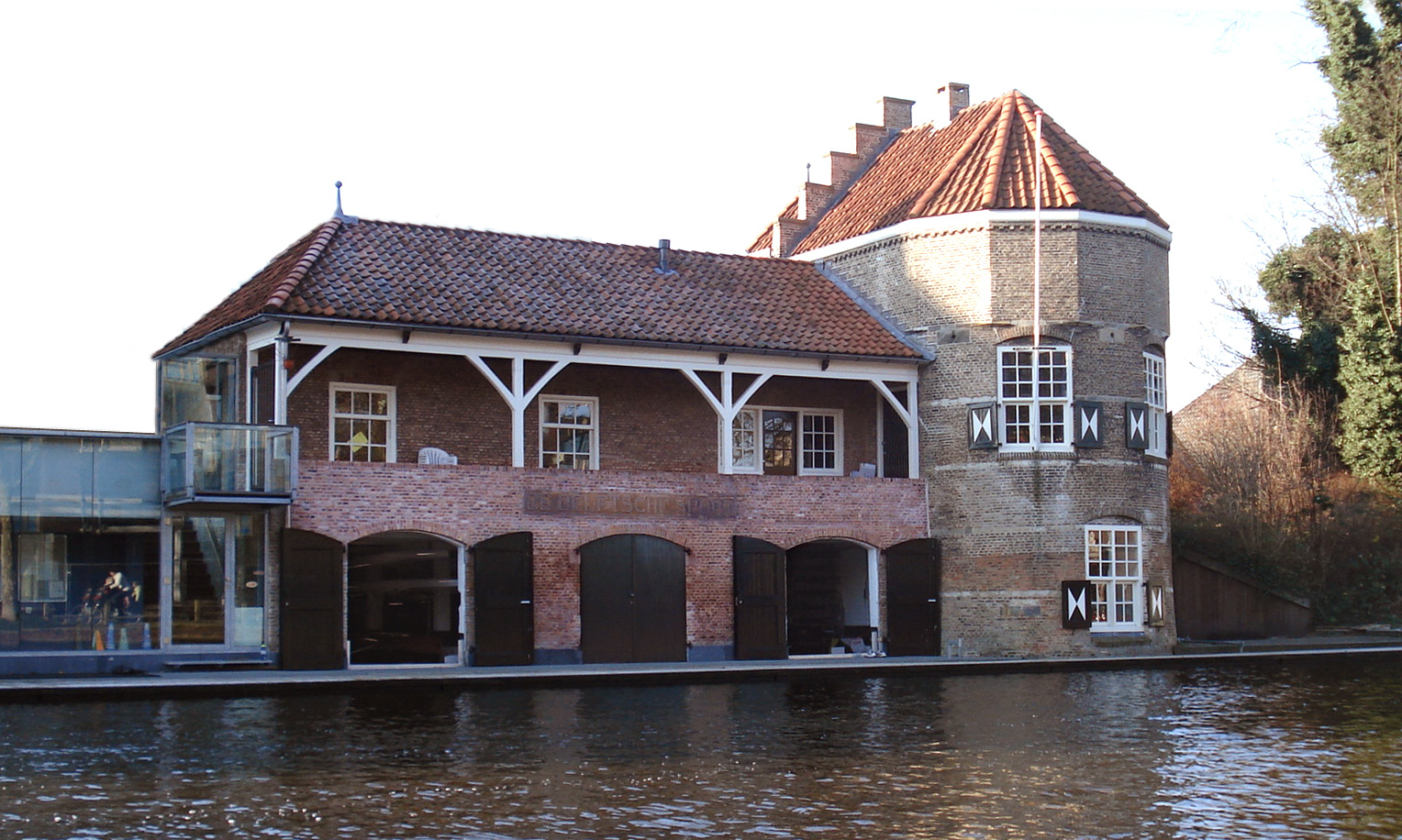
Nach den Bauzeichnungen Han van Meegerens wurde 1914 der Wallturm St.-Huybrechtstoren in Delft renoviert und mit einem Anbau für Ruderboote versehen. Das Glashaus wurde später hinzugefügt.

Dieser erste Preis wurde alle fünf Jahre für die beste Schülerarbeit aus dem Kreis der Kunststudenten vergeben. Es ging Han van Meegeren damals finanziell so schlecht, dass er die als Auszeichnung gewonnene Goldmedaille ins Pfandhaus bringen musste. Aber er konnte das Aquarell teuer verkaufen.
Im Sommer 1914 zog er mit seiner Familie nach Scheveningen. Er schrieb sich an der Haager Kunstakademie ein, legte dort die Diplomprüfung ab und erhielt am 4. August 1914 das Diplom in Zeichnen. Damit erwarb er die Berechtigung, an Mittelschulen Zeichenunterricht zu geben. Bald danach bot man ihm eine Professur an der Kunstakademie an. Er wollte aber ein selbstständiger Künstler bleiben und lehnte das Angebot ab. Er arbeitete daraufhin für ein geringes Monatsgehalt in Höhe von 75 Gulden als Assistent in Zeichnen und Kunstgeschichte bei dem Professor Gips in Delft. Im März 1915 wurde seine Tochter Pauline (später Inez genannt) geboren. Er entwarf Plakate und malte viele kleine Bilder (Weihnachtskarten, Stillleben, Blumenstücke und Porträts) für den Kunsthandel. Später trat er auch als Restaurator alter Gemälde und als Kunsthändler auf.
Er stellte seine ersten Bilder 1916 in Delft und von April bis Mai 1917 in Den Haag im Kunstzaal Pictura aus. Dabei lernte er seine spätere Frau Jo Oerlemans kennen. Nachdem er in diesen Ausstellungen alle Bilder verkaufen konnte, zog er 1917 mit seiner Familie nach Den Haag. Dort fand er Zugang zum Establishment. Im Dezember 1919 wurde er als gewähltes Mitglied in den Haagse Kunstkring aufgenommen, einer exklusiven Vereinigung von Schriftstellern und Malern, die wöchentlich zusammenkamen.

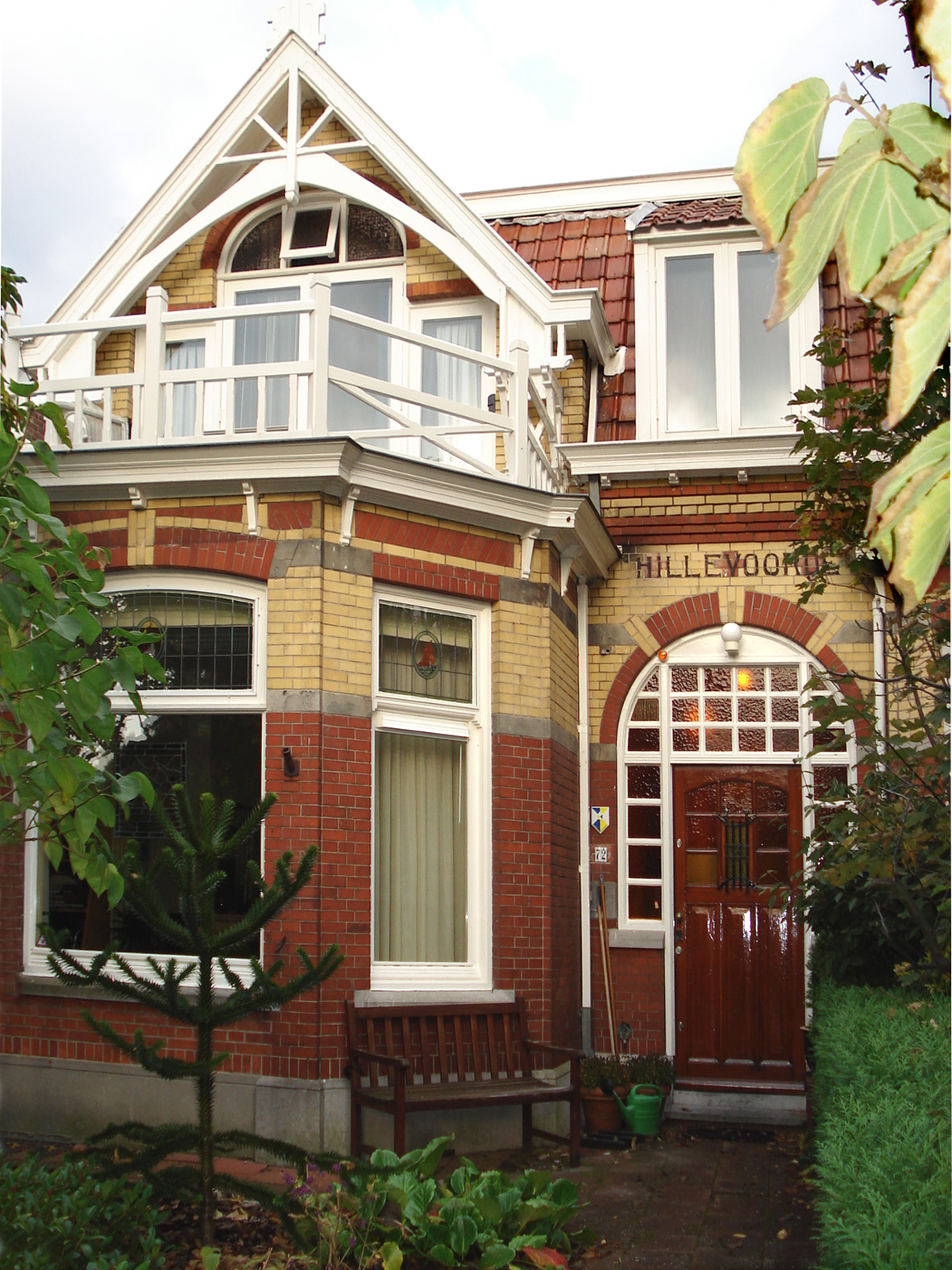
In dieser Villa in Rijswijk im Van Vredenburchweg 72 lebte Han van Meegeren in den Jahren 1913–1914 mit seiner ersten Frau

In Den Haag unterrichtete er gegen beträchtliche Honorare adelige Damen in seinem Atelier Takesono. Aus den gegenüberliegenden Gartenanlagen des königlichen Palastes holte er regelmäßig ein zahmes Reh, das der Prinzessin Juliana gehörte, als Modell für seinen Zeichenunterricht. Er machte davon viele Skizzen und zeichnete 1921 in acht Minuten das Bild „Hertje“, das ihn in den Niederlanden populär machte. Von Mai bis Juni 1922 zeigte er in einer Ausstellung im Kunstzaal Biesing seine biblischen Gemälde, die er alle verkaufen konnte.
Durch seine Promiskuität und Alkoholkrankheit zerbrach die Ehe mit Anna de Voogt, von der er am 19. Juli 1923 geschieden wurde. Sie zog daraufhin mit den beiden Kindern nach Paris.
Obgleich er 1914 in seiner Diplomprüfung im Porträtfach die Note „nichtgenügend“  bekommen hatte, schuf er in der Porträtmalerei  Bilder, mit denen er gutes Geld verdiente.
Han van Meegeren unternahm Reisen nach Belgien, Frankreich, Italien und England. Dabei erwarb er sich den Ruf eines talentierten Porträtisten. Mit Aufträgen aus den Kreisen der englischen und amerikanischen Highsociety an der Côte d’Azur verdiente er stattliche Honorare. Seine Auftraggeber schätzten ihn wegen seiner Malweise, die sich eng an die niederländischen Künstler des 17. Jahrhunderts anlehnte.
In den Jahren 1924 bis 1925 arbeitete er in dem Haagse Kunstkring als Sekretär für Bildende Kunst in der Abteilung Malerei und Skulptur. Nach einer internen Auseinandersetzung trat er im Oktober 1932 aus dem Haagse Kunstkring aus.
Am 12. November 1928 heiratete er in Woerden die Schauspielerin Johanna Theresia Oerlemans (auch genannt Jo van Walraven, Jo Oerlemans), mit der er schon einige Jahre zusammen gelebt hatte. Als er sie 1916 kennenlernte, war sie mit dem Kunstkritiker und Publizisten C. H. de Boer (auch Karel de Boer) verheiratet. Sie brachte ihre Tochter Viola mit in die neue Ehe.
Auch bis zum Lebensende malte Han van Meegeren Bilder mit eigener Signatur, die sich aber in der Malweise von seinen Fälschungen stark unterschieden.
Typisch für seine handsignierten Bilder wie auch seine Fälschungen sind übertrieben gesenkte Augenlider, die wie Muscheln aussehen.

### Konflikt mit der Kunstkritik und Technik der Fälschungen
In den Niederlanden wurde Han van Meegeren durch gute Verkäufe zu einem bekannten und vermögenden Maler. Besonders volkstümlich waren die Bilder Hertje (1921) und Straatzangers (1928). Bis zum Jahr 1927 erhielt er für seine Werke lobende Kritiken.
Seine jetzt als Kitsch abqualifizierten Bilder und die enge Anlehnung seiner Malweise an die alten Meister abseits des Mainstreams von Kubismus und Surrealismus brachten ihm ab 1928 in der niederländischen Kunstkritik den Vorwurf ein, dass er nur zur Nachahmung und nicht einer eigenschöpferischen Leistung fähig sei. Durch seine aggressiven Artikel in dem monatlichen Magazin De Kemphaan = Der Kampfhahn (April 1928 – März 1930), das er zusammen mit dem Maler Theo van Wijngaarden und dem Journalisten Jan Ubink herausgab, verlor er schließlich auch die Sympathien aller wohlwollenden Kritiker.

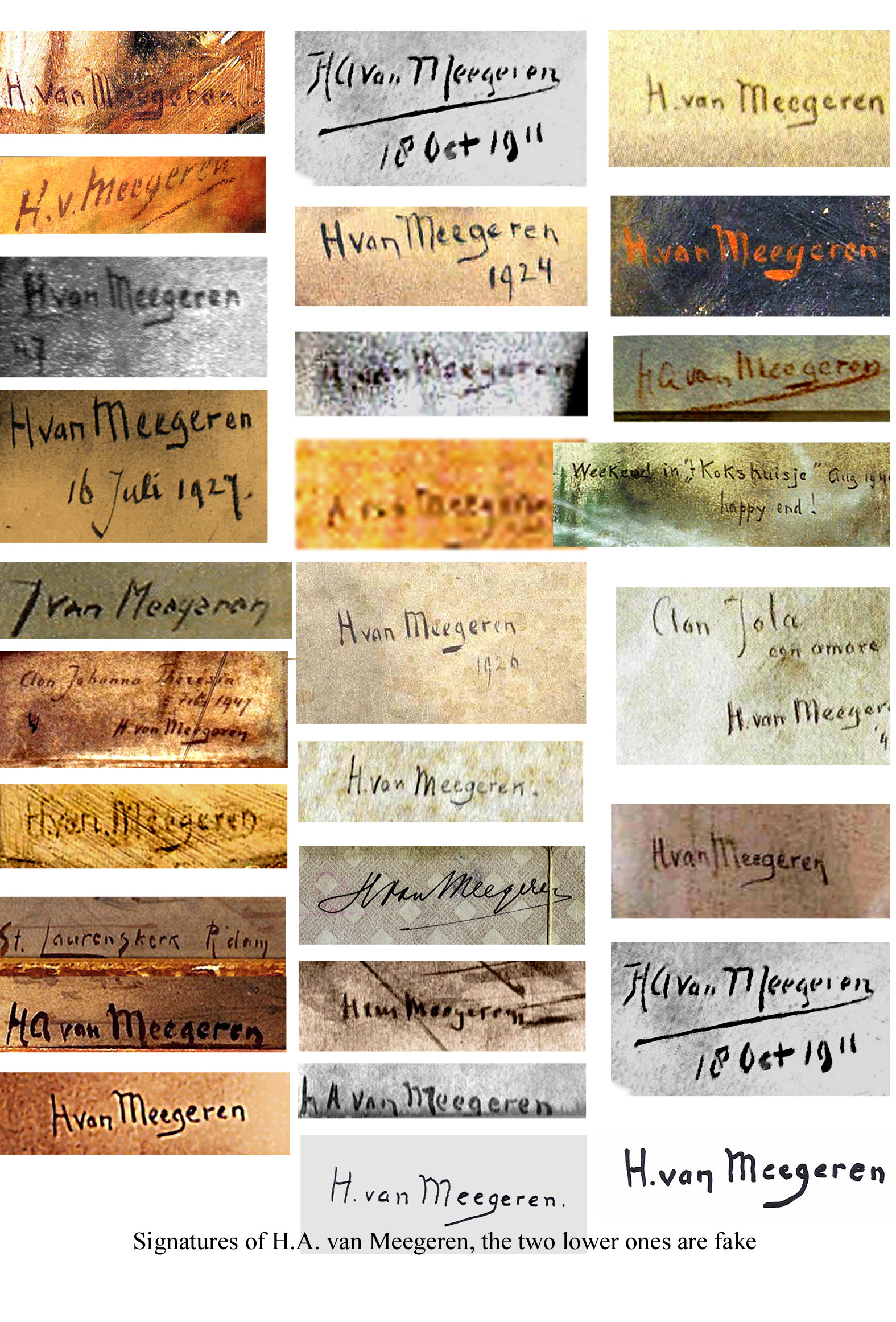
Zusammenstellung von Signaturen und Schriftstücken, von denen die meisten von Han van Meegeren stammen. Die Unterschrift aus seinem Personalausweis befindet sich an siebter Stelle in der mittleren Spalte. In der ersten Spalte ist die zweite Signatur gefälscht; das Gleiche gilt für die letzte Signatur in der mittleren und rechten Spalte. Die Signatur des Sohnes Jacques steht in der ersten Spalte an fünfter Stelle.

Da er sich selbst nun als verkanntes Genie betrachtete, wollte er der Kunstkritik beweisen, dass er in seinen Gemälden nicht nur den Stil der großen Meister nachahmen konnte, sondern dass es ihm möglich war, so perfekt gefälschte Gemälde von Frans Hals, Pieter de Hooch, Gerard ter Borch und Jan Vermeer zu malen, dass sie von der Kunstkritik als echte Gemälde dieser alten Meister anerkannt werden mussten. Von 1932 bis 1937 bereitete er sich für diesen Coup vor: Er vertiefte sich in die Biographien dieser „alten Meister“, studierte ihre Arbeitsweise, ihre Maltechniken und ihre Kunstwerke. Im Oktober 1932 veröffentlichte Abraham Bredius den Artikel „An Unpublished Vermeer“, in dem er das Gemälde Mann und Frau an einem Spinett beschrieb, und beurteilte es nicht nur als „authentischen Vermeer“, sondern auch als „sehr schön“ und „eines der schönsten Juwelen im Schaffen des Meisters“. Das Gemälde wurde später an den Amsterdamer Bankier Fritz Mannheimer verkauft. Es wird vermutet, dass dieses Bild die erste Vermeer-Fälschung von Han van Meegeren gewesen ist, obgleich es in seinem Geständnis und im Prozess nicht erwähnt worden ist.
Van Meegeren zog im Oktober 1932 mit seiner Frau Jo Oerlemans nach Roquebrune-Cap-Martin an die Côte d’Azur. Dort mietete er die „Villa Primavera“ im Stadtteil Hameau, Avenue des Cyprès 10, möbliert für achtzehn Shilling pro Woche. Die Villa war ein zweigeschossiges Gebäude mit gelben Mauern und einem Türmchen, stand inmitten eines Rosen- und Orangengartens und bot einen herrlichen Blick über die Dächer des Dorfes auf das Mittelmeer und die jenseits der Meeresbucht liegende Stadt Menton.
In Roquebrune versuchte er die chemischen und technischen Verfahren zu finden, die zu einer perfekten Fälschung notwendig waren. Im Blick auf die damals übliche Prüfung auf die Echtheit von Gemälden des 17. Jahrhunderts musste er Verfahren entwickeln, die bewirkten, dass seine Farben schnell trockneten, sich nicht in Alkohol auflösen ließen und ein Krakelee wie auf Vermeers Bildern bildeten. Dazu arbeitete er mit einem Trockenofen, um die Ölfarben auf der Leinwand bei 100 bis 120 Grad Celsius zu trocknen. In der Literatur gibt es widersprüchliche Angaben zur Zahl der Stunden für die Trocknung.
Zum Malen besorgte er sich gut craquelierte große Ölgemälde aus dem 17. Jahrhundert, außerdem die damals benutzten alten Farbpigmente, unter anderem 140 Gramm echtes Lapislazuli-Blau zum Preis von 12.000 Gulden, Bleiweiß, Indigo, Zinnober, echte Dachshaarpinsel, Harz als Bindemittel, Firnisse und alles Übrige, was die „Alten Meister“ bei der Anfertigung ihrer Gemälde verwendet hatten. Außerdem kaufte er Requisiten als Vorlagen für seine Fälschungen: einen weißen Delfter Weinkrug, einen Römer, einige Berkemeyer und eine Weltkarte von Nicolaes Visscher.
Die Methode zur Alterung des Bildes beschreibt Joachim Goll  folgendermaßen: „Er trocknete das Gemälde bei einer Temperatur von 100 bis 120 Grad; er spannte die Leinwand um einen Zylinder und erzielte auf diese Weise eine außerordentlich echt wirkende Sprungbildung; mit größter Sorgfalt färbte er jeden einzelnen Sprung und selbst den feinsten Riss mit Tusche schwarz; ein brauner Firnis verlieh dem Gemälde schließlich die altersdunkle Färbung“.

### Die Fälschungen
Zunächst arbeitete er an vier Probebildern, mit denen er seine Fälschungstechnik ausprobierte. Es waren zwei von Jan Vermeer (Dame beim Musikstudium und Briefleserin in Blau), Musizierende Dame nach Vermeers Bild Woman with a Lute im Metropolitan Museum of Art in New York City, ein Bildnis einer trinkenden Frau nach dem Bild Malle Babbe von Frans Hals sowie ein Herrenporträt nach Gerard ter Borch, aber er verkaufte diese Gemälde nicht, weil sie leicht als Fälschungen zu erkennen waren und deshalb seinen Ansprüchen nicht genügten.
Nach einer Reise zu den Olympischen Sommerspielen 1936 in Berlin malte er in den Jahren 1936–1937 das Bild Christus und die Jünger in Emmaus mit den von Jan Vermeer bevorzugten Farbtönen Gelb, Lapislazuli - Ultramarinblau, Bleiweiß.

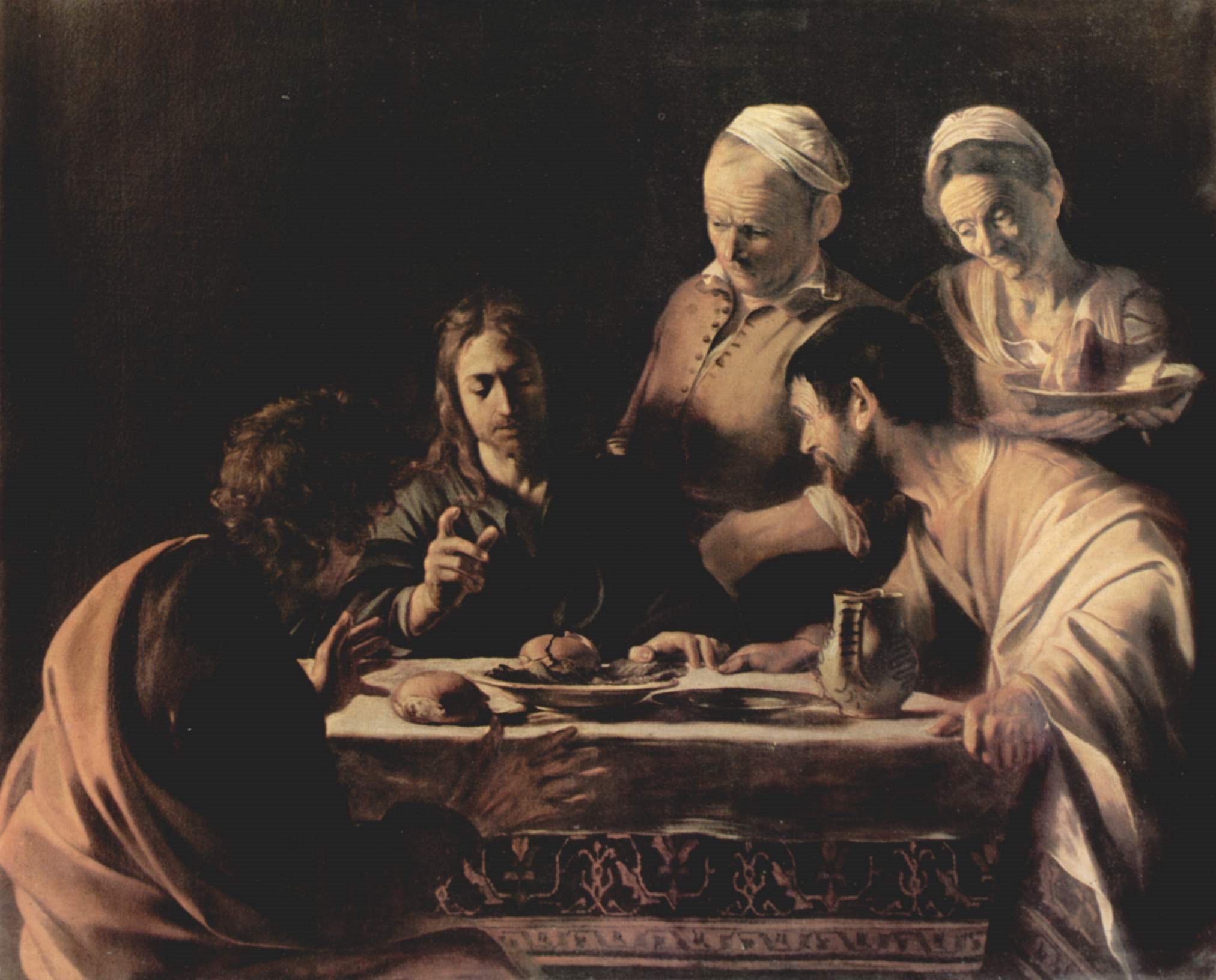
Caravaggio: Emmausmahl (1606)

Als Vorbild nahm er das Emmausmahl  von Michelangelo Merisi da Caravaggio aus der Mailänder Pinacoteca di Brera, da die Vermeer-Experten seinerzeit vermuteten, dass Jan Vermeer in Italien studiert haben könnte. Bei dem Porträt der Wirtin auf dem Bild könnte Han van Meegeren an ein kurz zuvor veröffentlichtes Foto von Greta Garbo gedacht haben. Christus und die Jünger in Emmaus wurde das beste Gemälde, das Han van Meegeren gemalt hat. Schließlich versah er es mit der Signatur von Jan Vermeer. In einem Selbstbildnis hat er sich später beim Malen des Bildes Christus und die Jünger in Emmaus dargestellt.
Han van Meegeren stellte seinem Freund, dem Rechtsanwalt C. A. Boon, diese Fälschung als echten Vermeer vor und überredete ihn, dieses angebliche wertvolle Original an potentielle Käufer weiterzuempfehlen. Der berühmte Kunsthistoriker Abraham Bredius, der durch viele zutreffende Expertisen bekannt geworden war, begutachtete diese Fälschung im September 1937 und beurteilte es als „das Meisterwerk von Johannes Vermeer aus Delft“ trotz seiner anfänglichen Bedenken als echten Vermeer, worauf das Rotterdamer Museum Boijmans Van Beuningen diese Fälschung für die Summe von 550.000 Gulden erwarb und vom Juni bis Oktober 1938 in einer Sonderausstellung anlässlich der Jubiläumsfeierlichkeiten für Königin Wilhelmina zusammen mit 450 niederländischen Meisterwerken von 1400 bis 1800 als Highlight präsentierte. Die Zeitschrift für Kunstgeschichte bezeichnete in einer Besprechung der Ausstellung das Bild als ihr „geistiges Zentrum“, trotz der ausgestellten Werke von Rembrandt, Frans Hals und Grünewald.
In der „Zeitschrift für Kunstgeschichte“ schrieb Feulner: „In dem Raum, in dem das Vermeerbild ziemlich isoliert hing, war es still wie in einer Kapelle. Das Gefühl der Weihe strömt auf die Besucher über, obwohl das Bild durchaus nichts Kultisches und Kirchliches hat.“ Die emotionale Wirkung des Bildes als religiöses Erlebnis war so groß, dass viele Kunstkritiker nicht mehr an eine mögliche Fälschung denken wollten, obgleich einige (beispielsweise der Historiker Johan Huizinga) das Bild als Fälschung erkannten. Als Abraham Bredius im gleichen Jahr 1938 seine Erklärung über die Echtheit des Vermeer-Gemäldes widerrief, fand er bei den jüngeren Kunstkritikern kein Gehör.
Im Sommer 1938 zog Han van Meegeren nach Nizza. Dort kaufte er sich vom Erlös des Bildes Christus und die Jünger in Emmaus im Stadtteil Cimiez in dem Viertel Les Arènes de Cimiez die Villa Estate. Zu der Villa gehörten ein Weingarten, etliche Felspartien, gepflegte Rosengärten und ein Olivenhain. Die Villa besaß 12 Schlafzimmer, im Erdgeschoss waren fünf helle Salons mit Fenstern nach Süden und mit Blick zum Mittelmeer sowie ein Musikzimmer und eine Bibliothek, die van Meegeren in Atelier und Werkstatt verwandelte. Jo füllte das Haus mit Stilmöbeln und wertvollem Dekor, schmückte die Wände mit echten exquisit gerahmten Bildern von van Meegeren und gestaltete üppige Einweihungsfeiern mit Nachbarn. Das Grundstück lag in Carabacel im Viereck der Straßen Avenue de Alsace, Avenue de Robert-Moriez, Avenue de Picardie und Rue de Normandie und besaß eine Ausfahrt zur Avenue de Alsace.

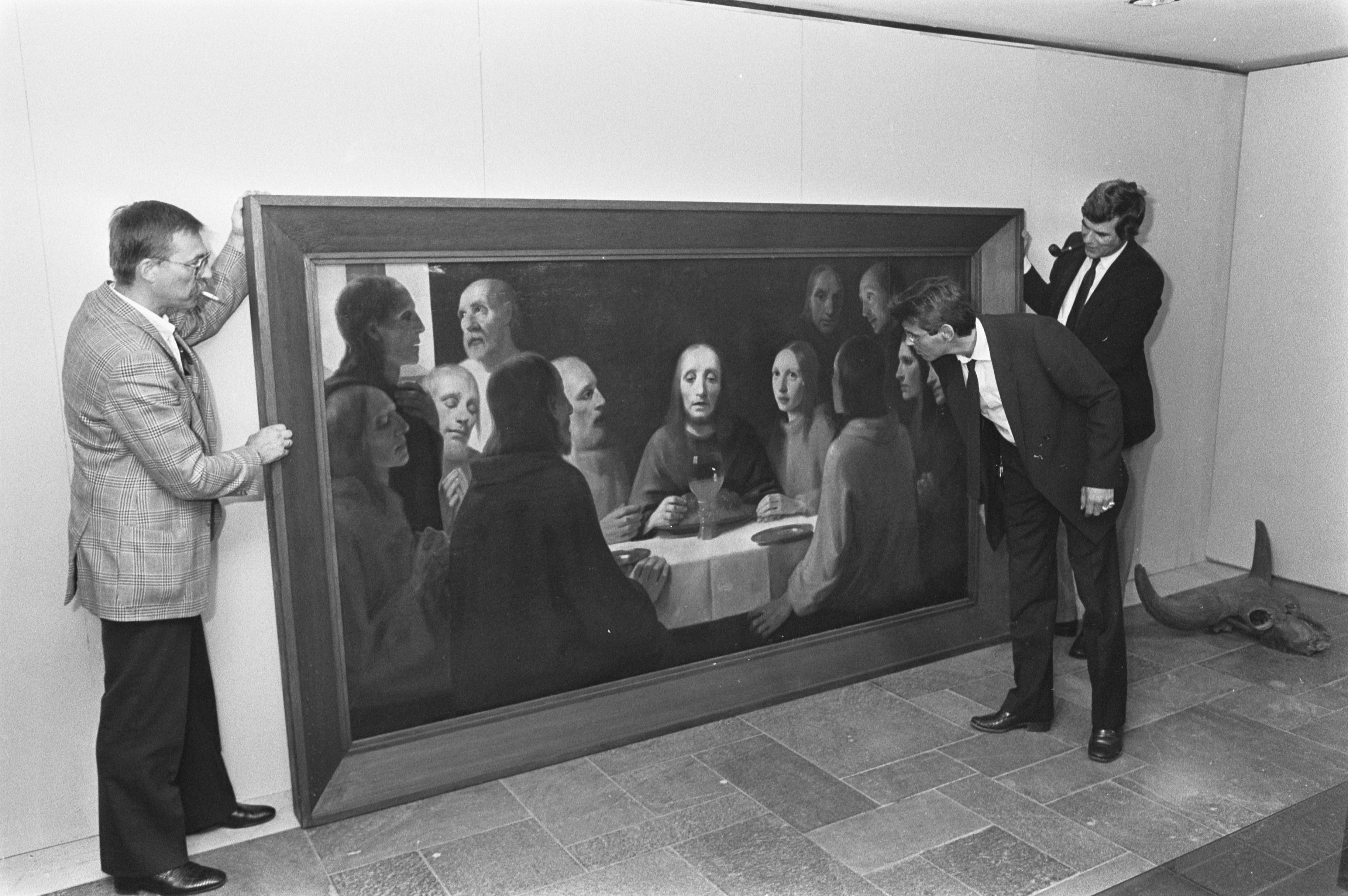
Han van Meegeren malte Das letzte Abendmahl I im Jahr 1939 im Stil von Vermeer in seiner Villa Estate. Das Photo zeigt das Bild am 31. August 1984 auf der 11. „kunst- en antiekbeurs“ in Rotterdam bei der Versteigerung.

In der Villa Estate fälschte van Meegeren zwei Gemälde, die er mit der Signatur von Pieter de Hooch versah: zunächst Die Kartenspieler nach dessen Bild The Visit im Metropolitan Museum of Art in New York City und dann Trinkergesellschaft als Variation des Bildes Kartenspieler in der Royal Collection in London. Schließlich malte er das Bild Das letzte Abendmahl I im Stil Vermeers. Es wurde im September 1949 bei der Suche nach Beweisstücken im Keller der Villa Estate von Paul Coremans gefunden. Bei Röntgenuntersuchungen entdeckte man auf der Leinwand Reste eines Gemäldes von Govaert Flinck.
Als der Zweite Weltkrieg drohte, kehrte Han van Meegeren am 29. Juli 1939 in die Niederlande zurück. Die Villa wurde danach von der italienischen Armee besetzt (Aktenvermerk der Archives Municipales de Nice). Han van Meegerens Sohn Jacques van Meegeren verkaufte 1957 die Villa und teilte den Erlös mit seiner Schwester Inez, die seinerzeit in England verheiratet war. Die Villa ist später abgerissen worden, das zugehörige Grundstück wurde mit hohen Mehrfamilienhäusern bebaut.
Han van Meegeren blieb 1939 etwa fünf Monate in einem Hotel in Amsterdam und richtete sich dann 1940 in Laren (Noord-Holland) die Villa De Wijdte, Hoog Hoefloo 46, ein. Hier fertigte er weitere gefälschte Bilder: Christuskopf, Das letzte Abendmahl 2. Fassung und den Segen Jakobs als gefälschte Vermeers. Bei dem Bild Das letzte Abendmahl 2. Fassung benutzte er ein Gemälde von Abraham Hondius, das er am 29. Mai 1940 im Kunsthandel Gebr. Douwes in Amsterdam gekauft hatte. Die Bilder wurden bald verkauft. Auch das Amsterdamer Rijksmuseum kaufte von ihm damals trotz der Echtheitsbedenken von I. Q. van Regteren Altena, Hermann Voß und H. P. Bremmer einen gefälschten Vermeer (Die Fußwaschung) zum Preis von 1.250.000 Gulden. In den Monaten November bis Dezember 1941 stellte er im Hotel Hampdorf in Laren seine Zeichnungen aus, die er 1942 in seinem Bildband Han van Meegeren Teekeningen I veröffentlichte.
Im Dezember 1943 siedelte er nach Amsterdam über, wo er sich in der Keizersgracht 321 eine prachtvolle Wohnung einrichtete. Am 18. Dezember 1943 ließ er sich von seiner zweiten Frau Jo Oerlemans scheiden und überschrieb ihr dabei 800.000 Gulden, aber sie wohnte ebenso wie er in dem Haus Keizersgracht 321, das auf ihren Namen eingetragen war und deshalb später nicht in die Konkursmasse fiel.
In der Öffentlichkeit spielte er den ehrbaren Bürger. An seinen Fälschungen hatte er bis dahin zwischen 5,5 und 7,5 Millionen Gulden verdient. Das Geld verwendete er für den Kauf und Ausbau vieler Wohnhäuser und Hotels, für Kunstwerke und für seinen luxuriösen Lebensstil. Er erklärte 1946 Doudart de la Grée, er habe in Laren 15 Landhäuser und in Amsterdam 52 Häuser besessen, darunter grachtenhuizen, Häuser an den Grachten, die unter Denkmalschutz standen.

### Der Gauner, der Hermann Göring betrog
Während der deutschen Besatzung im Zweiten Weltkrieg schaffte er es 1942 sogar, die Vermeer-Fälschung Christus und die Ehebrecherin über den Bankier und Kunsthändler Alois Miedl an Hermann Göring zu verkaufen. Dieses Bild hätte leicht als Fälschung erkannt werden können, da van Meegeren mit Kobaltblau eine Farbe verwendete, die es zu Vermeers Zeiten noch nicht gab. Er brüstete sich später, dass er das Bild für 1,65 Millionen Gulden an Göring verkauft habe, aber es war offenbar so, dass Hermann Göring den Barbetrag nicht in Gulden, sondern mit englischen Banknoten bezahlte. Eine andere Version vertritt Kilbracken: „Göring bezahlte im Tauschweg: er gab etwa zweihundert der von den Nazis gestohlenen kleineren Werke, die aber insgesamt den im Bargeld vereinbarten Kaufpreis an Wert überstiegen.“
Göring, der neben Miedl auch andere Agenten benutzte, um seine Kunstsammlung auszubauen, stellte die Vermeer-Fälschung Christus und die Ehebrecherin zusammen mit den anderen Kunstschätzen in den Ausstellungsräumen seiner Residenz Carinhall aus.
Nach dem 25. August 1943 ließ Göring das Bild mit einem Teil seiner Kunstsammlung in ein Salzbergwerk bei Salzburg in Österreich einlagern. Am 17. Mai 1945 konnten die Alliierten das Bergwerk betreten, wo auch die Fälschung, der „unbekannte Vermeer“, von Captain Harry Anderson aufgefunden wurde.

### Das Geständnis

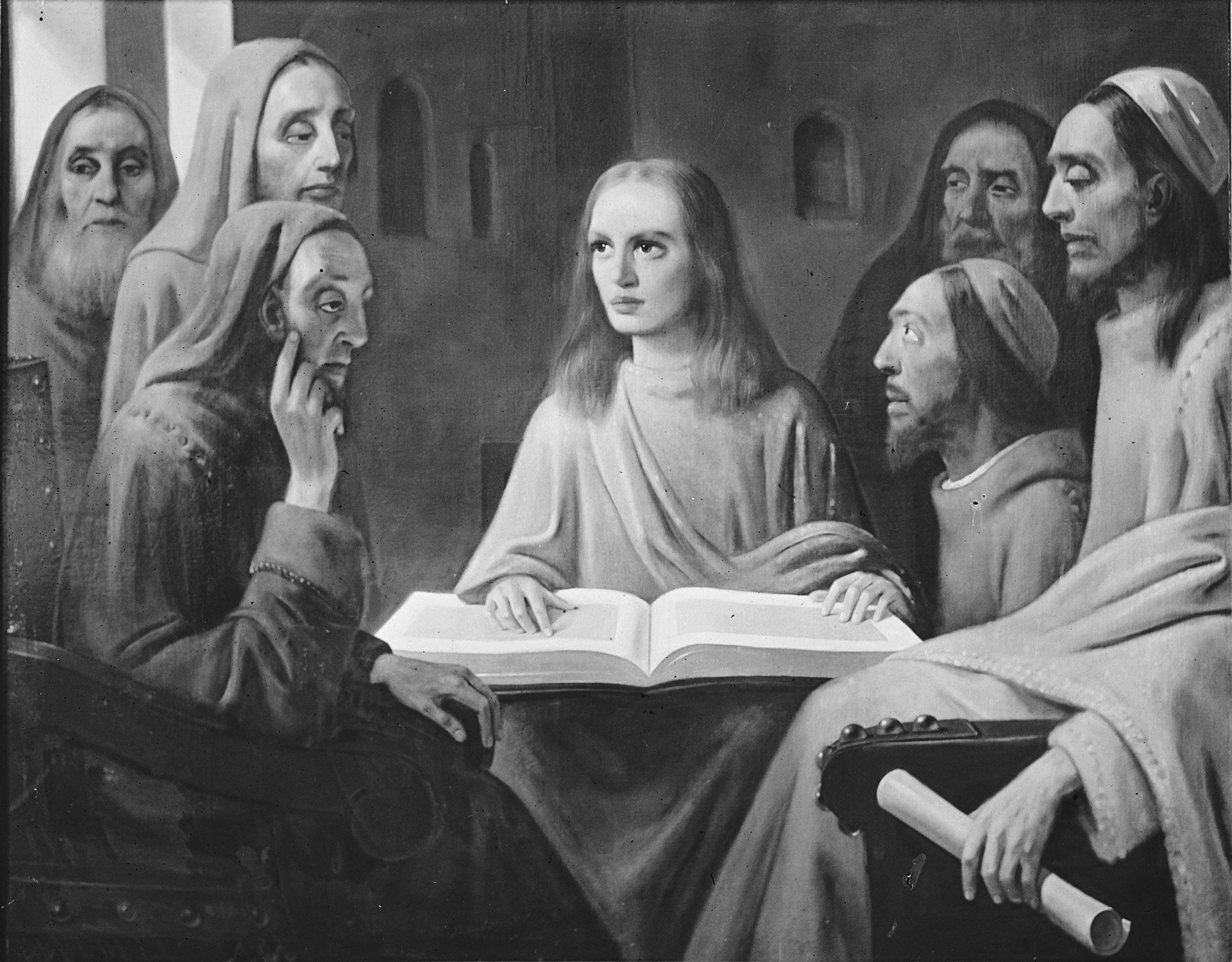
Han van Meegeren: Jesus unter den Schriftgelehrten (1945)

Als die Mitarbeiter des Büros zur Bekämpfung der Vermögensflucht Ende Mai 1945 in den Geschäftsbüchern der bis 1944 von dem Bankier und Kunsthändler Alois Miedl betriebenen Kunsthandlung Goudstikker nachlasen, dass Han van Meegeren einen Vermeer Christus und die Ehebrecherin über Alois Miedl an Hermann Göring verkauft hatte und der (unbegründete) Verdacht bestand, dass er der nationalsozialistischen Nationaal-Socialistische Beweging angehört hatte, kam er vom 29. Mai 1945 bis zum Herbst 1945 wegen Betruges und Feindbegünstigung in Untersuchungshaft in das Gefängnis Weteringschans.
Angesichts der ihm als Kollaborateur und als Verkäufer nationalen Kulturgutes der Niederlande drohenden Zuchthausstrafe machte er nach drei Tagen Haft das Geständnis, diesen und weitere „Vermeers“ gefälscht zu haben. Er erklärte: „Das in Görings Hände gelangte Gemälde ist nicht, wie Sie annehmen, ein Vermeer van Delft, sondern ein van Meegeren! Ich selber habe das Bild gemalt!“
Da man kaum glauben konnte, die vermeintlichen „Vermeers“ seien von der Hand Han van Meegerens, malte er während seiner Untersuchungshaft von Juli bis September 1945 in Anwesenheit von Zeugen den letzten gefälschten, aber nicht signierten Vermeer Jesus unter den Schriftgelehrten.
Ende 1945 wurde er für bankrott erklärt. Für die Verkaufserlöse aus der Fälschertätigkeit sollte er ab 1937 Einkommens- und Vermögenssteuern nachzahlen, hinzu kamen die Forderungen der Käufer auf Erstattung ihres vollen Kaufpreises, wobei sie auch die Provisionen der Vermittler und Händler in Rechnung stellten.
In Erwartung seines Prozesses gab er 1946 der Schriftstellerin Marie-Louise Doudart de la Grée Interviews, die sie in zwei Büchern verwertete und veröffentlichte.

### Gutachterkommission
Das Gericht setzte eine siebenköpfige internationale Kommission mit Professor Dr. Paul Coremans, Dr. J. W. van Regteren Altena, Dr. H. Schneider, Dr. W. Froentjes, Professor H. J. Plenderleith, Mr. F. I. G. Rawlins und Dr. A. M. de Wild ein. Der Kommission gehörten also Direktoren, Professoren und Doktoren aus den Niederlanden, Belgien und England an. Ihr Leiter war der Direktor des chemischen Laboratoriums der belgischen Museen, Professor Dr. Paul Coremans.

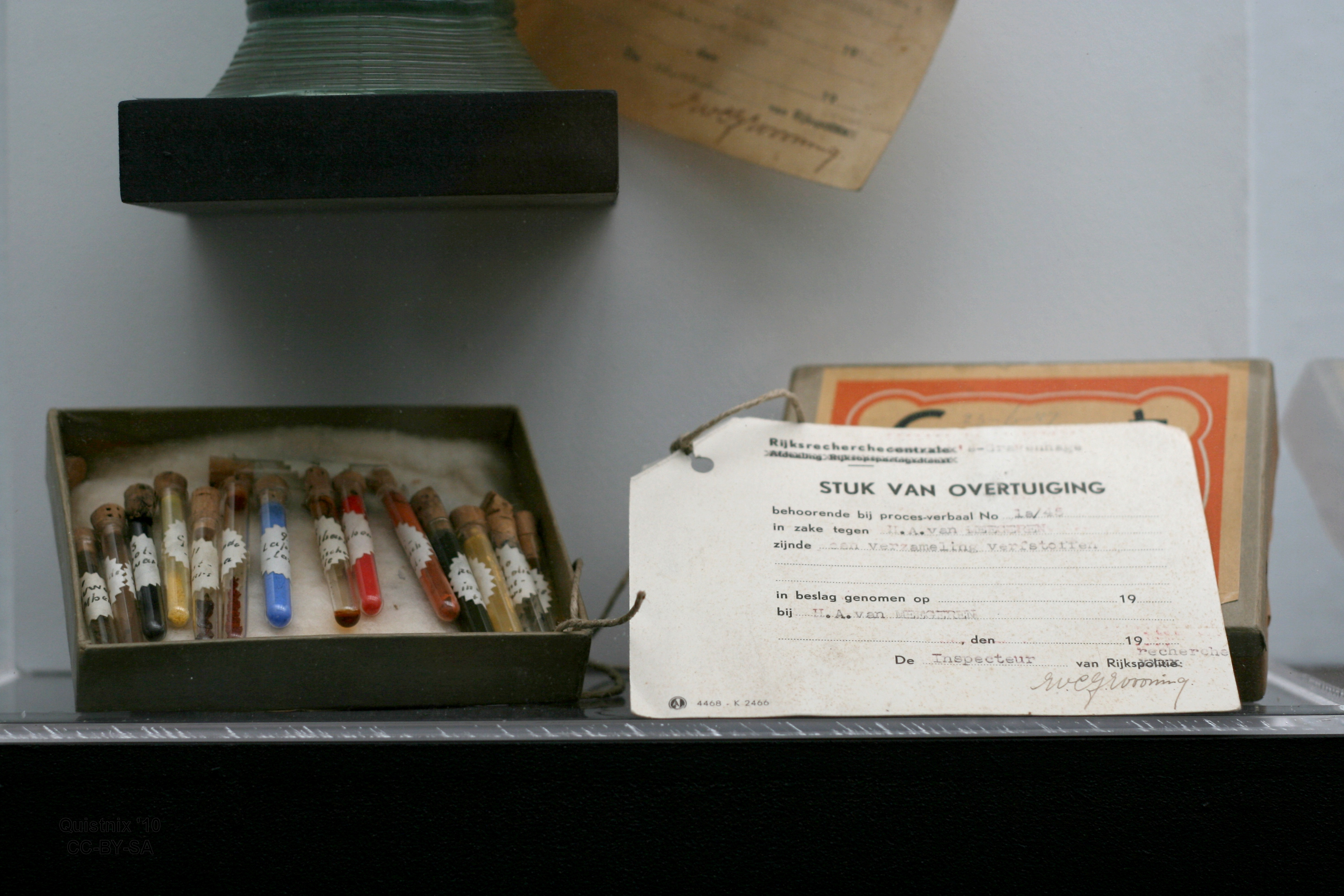
Beschlagnahmte Pigmente von Han van Meegeren

Die Kommission untersuchte über zwei Jahre lang die Vermeer- und Frans-Hals-Bilder, die Han van Meegeren als seine Fälschungen benannt hatte, nach allen Regeln der Kunst und Wissenschaft, um abzuklären, ob die Gemälde in der Gegenwart entstanden sein müssten und ob Han van Meegeren sie gemalt haben könnte.
Aufwendige Materialuntersuchungen dienten zur Überprüfung, ob diese Bilder wirklich von Han van Meegeren gefälscht wurden.
Nach langen Beratungen konnte Professor Dr. Paul Coremans durch mikrochemische Untersuchungen feststellen, dass Han van Meegeren seine Farben mit dem Kunststoffbindemittel Albertol (= Ampertol) zubereitete, einem chemischen Produkt der Phenolformaldehydgruppe, das er mit modernem Bleiweiß mischte. Da diese beiden Produkte erst seit Anfang des 20. Jahrhunderts hergestellt wurden, war der Beweis erbracht, dass es sich bei den untersuchten Bildern nicht um Gemälde des 17. Jahrhunderts handeln konnte.
Die Untersuchungsergebnisse, zu denen auch Han van Meegeren durch zahlreiche Hinweise beigetragen hatte, erlangten im Prozess Beweiskraft, waren aber noch lange umstritten, bis neue Untersuchungstechniken sie 1967 bestätigten.

### Prozess, Krankheit und Tod
Die Hauptverhandlung vor dem Landgericht Amsterdam gegen Han van Meegeren begann am 29. Oktober 1947 im Saal 4 des Justizpalastes an der Prinsengracht. Verschiedene Photographien zeigen Han van Meegeren im Gerichtssaal, in dem zahlreiche seiner Fälschungen ausgestellt waren. Die Kollaborationsbeschuldigung wurde fallengelassen, weil Paul Coremans nachweisen konnte, dass der an Hermann Göring verkaufte angebliche Vermeer von Han van Meegeren gemalt worden war und deshalb nicht zum nationalen Kulturgut der Niederlande gehört hatte. Der Staatsanwalt, Meester H. A. Wassenbergh, erhob gegen Han van Meegeren Anklage wegen Fälschung und Betrug und forderte zwei Jahre Gefängnis.
Am 12. November 1947 verurteilte ihn die vierte Kammer des Amsterdamer Landgerichtes wegen Fälschung und Betrug zu der Mindeststrafe von einem Jahr Gefängnis. Er legte keine Berufung ein. Er musste die Haft aber nicht antreten, weil er am 26. November 1947, dem letzten Tage seiner Einspruchsfrist, nach einem Herzanfall in die Valeriuskliniek in Amsterdam eingeliefert wurde. Dort erlitt er am 29. Dezember einen erneuten schweren Herzanfall und starb am 30. Dezember 1947 gegen 19 Uhr an einem Herzschlag. Einige hundert Freunde erwiesen dem Toten die letzte Ehre in der Kapelle des Krematoriums zu Driehuis-Westerfeld. Seine Urne wurde 1948 auf dem Algemene Begraafplaats in dem Dorf Diepenveen in der Gemeinde Deventer beigesetzt.
Nach einer niederländischen Meinungsumfrage Mitte Oktober 1947 stand Han van Meegeren gleich hinter dem Ministerpräsidenten an der zweiten Stelle der Popularitätsliste. Viele Niederländer sahen in ihm den pfiffigen Gauner, dem es wirklich gelang, die Kunstsachverständigen der Niederlande und Hermann Göring hereinzulegen.
Han van Meegeren gilt noch heute als einer der genialsten Kunstfälscher des 20. Jahrhunderts. Nach seinem Prozess erklärte er aber selber: „Mein Triumph als Fälscher war meine Niederlage als schöpferischer Künstler“.

## Der Nachlass

### Die Zwangsversteigerung des Nachlasses
Am 5. und 6. September 1950 kam es zur Zwangsversteigerung seines Nachlasses in einem Zelt im Garten des Amsterdamer Hauses Keizersgracht 321. Versteigert wurden Haus und Inventar, Möbel und Kunstwerke, darunter zahlreiche Gemälde alter und neuer Meister aus der Privatsammlung van Meegerens, insgesamt 738 Gegenstände.
Das Haus wurde mit einem Schätzwert von 65.000 Gulden angeboten, der Erlös betrug 123.000 Gulden. Das unsignierte Bild Das letzte Abendmahl (1. Fassung) brachte 2.300 Gulden ein. Das in der Haft gemalte unsignierte Bild Jesus unter den Schriftgelehrten erzielte 3.000 Gulden. Heute befindet sich dieses Bild in einer Johannesburger Kirche. Der Gesamterlös des Nachlasses belief sich auf 226.599 Gulden.

### Die Erklärung des Sohnes
Im Januar 1951 erklärte Han van Meegerens Sohn vor der Pariser Presse, sein Vater habe vier weitere Gemälde gefälscht:
- Der im Frans-Hals-Saal des Groninger Museums befindliche Jüngling mit der Pfeife
- Der zu der Sammlung Cornelis Hofstede de Groot gehörende Der lachende Kavalier
- Die in der Sammlung Thyssen-Bornemisza enthaltene Dame mit dem blauen Hut
- Ein Pendant zu dem berühmten Kopf eines jungen Mädchens im Mauritshuis in Den Haag

Nachweise, Schriftstücke, Skizzen und Zeugen konnte Han van Meegerens Sohn aber nicht vorweisen, deshalb erschienen seine Aussagen nicht glaubhaft. Die Dame mit dem blauen Hut ist aus dem Museo Thyssen-Bornemisza gestohlen worden.

## Überprüfung der Ergebnisse der Gutachterkommission

### Jean Decoens Einwände gegen das Gutachten der Untersuchungskommission
Jean Decoen, ein Brüsseler Kunstsachverständiger und Bilderrestaurator, vertrat 1951 in seinem Buch Terug naar de waarheid. Vermeer – Van Meegeren. Twee authentieke schilderijen van Vermeer  die Auffassung, die beiden Han van Meegeren zugeschriebenen Bilder Christus und die Jünger in Emmaus und Das letzte Abendmahl (2. Fassung) seien echte Werke Vermeers. Nach diesen beiden Vorbildern habe Han van Meegeren seine Vermeers gefälscht. Im Übrigen seien die Untersuchungsergebnisse und Schlussfolgerungen der Gutachterkommission unter Paul Coremans im Hinblick auf diese Gemälde falsch.
Der Reeder Daniel Georg van Beuningen aus Vierhouten, der Käufer der Bilder Das letzte Abendmahl (2. Fassung 1941–1942), Trinkergesellschaft und Christuskopf, forderte Coremans auf, er möge seine bei der gerichtlichen Untersuchung und danach gemachten angeblichen Fehler öffentlich eingestehen. Als Coremans sich weigerte, erhob Daniel Georg van Beuningen eine Privatklage gegen Coremans, die in einem Prozess am 2. Juni 1955 verhandelt werden sollte. Er verklagte Coremans auf Schadenersatz in Höhe von 500.000 Pfund mit der Begründung, dessen falsches Urteil habe seinen Ruf als Kunstsammler beeinträchtigt und den Wert seines Vermeer-Gemäldes Das letzte Abendmahl (2. Fassung) geschmälert. Der Prozess wurde vertagt, als Daniel Georg van Beuningen am 29. Mai 1955 verstarb. Auf Betreiben der Erben wurde er nach etwa sieben Jahren wieder aufgenommen. Die Gerichtsverhandlung führte dazu, dass Coremans und seine Untersuchungskommission vollständig rehabilitiert wurden. Die ausschlaggebenden Beweise waren die Fotografie einer Jagdszene, die Abraham Hondius zugeschrieben wird und die mit der Szene identisch ist, welche unter dem Röntgenschirm bei dem angeblichen Abendmahl von Vermeer sichtbar wurden, sowie die Aussage eines Zeugen, der bestätigte, van Meegeren habe diese Jagdszene 1940 gekauft. Die Erben van Beuningens mussten ihrerseits Schadenersatz leisten und die Kosten des Verfahrens tragen.

### Untersuchungsergebnisse aus dem Jahr 1967
Das Artists’ Materials Center an der Carnegie Mellon University in Pittsburgh, PA untersuchte 1967 unter der Leitung von Robert Feller und Bernard Keisch die von der Coremans-Kommission überprüften Fälschungen von Han van Meegeren erneut und bestätigten deren Ergebnis, dass die Bilder nicht aus dem 17. Jahrhundert stammen können, sondern Fälschungen des 20. Jahrhunderts sein müssen. Jean Decoens Einwände gegen die Stellungnahme der Untersuchungskommission waren damit widerlegt.
Die Forschergruppe kam zu folgenden Ergebnissen: Han van Meegeren wusste zwar, dass zu Vermeers Zeiten Bleiweiß verwendet wurde, aber er musste es im modernen Farbenhandel beziehen. Während das Blei in den Niederlanden zu Vermeers Zeiten aus Lagerstätten im europäischen Mittelgebirge gewonnen wurde, werden seit dem 19. Jahrhundert Bleierze aus Amerika und Australien eingeführt. Das moderne Bleiweiß unterscheidet sich daher vom alten Bleiweiß im Gehalt von Spurenelementen und in der Isotopenzusammensetzung des Bleis. Altes niederländisches Bleiweiß zeichnete sich durch hohe Silber- und Antimongehalte aus, während das von Han van Meegeren verwendete moderne Bleiweiß weder Silber noch Kupfer enthält, da diese Elemente heute bei der Verhüttung von Blei abgetrennt werden.
Fälschungen, bei denen modernes Blei oder moderne Bleiverbindungen wie in Bleipigmenten verwendet wurden, können mit Hilfe der Blei-210-Methode erkannt werden. Blei-210 ist ein Blei-Isotop der Uran-238-Zerfallsreihe, in der es aus Radium-226 entsteht und mit einer Halbwertszeit von 22 Jahren weiter zerfällt. Diese kurze Halbwertszeit kann man zur Erkennung von Fälschungen aus jüngster Zeit verwenden.
Die Werte für Spurenelemente des Bildes Christus und die Jünger in Emmaus von Han van Meegeren (Polonium-210: 8,5 ± 1,4, Radium-226: 0,8 ± 0,3) entsprechen nicht den Werten in niederländischen Gemälden der Jahre 1600/1660 (Polonium-210: 0,23 ± 0,27, Radium-226: 0,40 ± 0,47).

## Bedeutung und Wirkung
Es ist schwierig, Einzelheiten im Leben von Han van Meegeren wahrheitsgetreu darzustellen, weil er ein konspiratives Leben führte. Vieles, was man von seinem Leben zu wissen glaubt, ist nur eine mit dem Prozess begonnene Rekonstruktion seines Lebens und Schaffens. Selbst die Äußerungen Han van Meegerens sind möglicherweise im Detail nicht wahrheitsgemäß und könnten durch neuere Forschungsergebnisse revidiert werden. Han van Meegeren spielte in betrügerischer Absicht verschiedene Rollen. Er täuschte und enttäuschte diejenigen, mit denen er es zu tun hatte, womit die Vorhersage seines Vaters: „Du bist ein Betrüger und wirst es immer bleiben“ anscheinend zutreffend war. Dieses Doppelspiel hat ihn aber gezeichnet: Er wurde nikotinsüchtig, alkoholabhängig und morphinsüchtig.

### Gefälschte Fälschungen und gefälschter Fälscher
Ein paar angeblich echte Berkemeyer, die van Meegeren teuer gekauft hatte, um sie in seinen Fälschungen abzumalen, erwiesen sich später als Imitationen aus dem neunzehnten Jahrhundert.
Seitdem die Bilder Han van Meegerens auf dem Kunstmarkt mit steigenden Preisen gehandelt werden, sind dort auch unter seiner Signatur Fälschungen aufgetaucht.

### Retrospektiven in Museen
Postum wurden Bilder beziehungsweise Fälschungen von Han van Meegeren in Ausstellungen in Amsterdam (1952), Basel (1953), Zürich (1953), Haarlem in der Kunsthandlung de Boer (1958), London (1961), Kortrijk, Belgien (1961), Rotterdam (1971), Minneapolis (1973), Koningswei, Tilburg (1974), Essen (1976–1977), Berlin (1977), Slot Zeist (1985), New York (1987), Berkeley (1990), München (1991), Rotterdam (1996), Den Haag (1996) und im Haagse Kunstkring Den Haag (2004), Stockholm (2004), Halle (Saale) (2014–2015) gezeigt.
Die wichtigsten Ausstellungskataloge sind:
- Georg Schmidt (Hrsg.): Falsch oder echt? Kunstmuseum Basel, Basel/Zürich 1953.
- Museum Folkwang, Essen, und Staatliche Museen Preußischer Kulturbesitz, Berlin (Hrsg.): Fälschung und Forschung. Haude & Spener, Berlin 1976, ISBN 3-7759-0201-5.
- Echt Falsch. Arnaldo Mondadori Arte, Fondation Cartier, Villa Stuck, München 1991.
- Original bis ... Fälschungen zwischen Faszination und Betrug. Herausgeber: Boje E. Hans Schmuhl in Verbindung mit Thomas Bauer-Friedrich. Katalog anlässlich der Ausstellung „Original bis ... Fälschungen zwischen Faszination und Betrug“ im Kunstmuseum Moritzburg in Halle (Saale). Stiftung Moritzburg, Halle (Saale) 2014, ISBN 978-3-86105-084-1, S. 148–197 (darin: Henry Keazor: "Das System Han van Meegerens", S. 156–167) und 247–248.
- FAKE: Fälschungen, wie sie im Buche stehen. Herausgeber: Maria Effinger und Henry Keazor. Katalog anlässlich der gleichnamigen Ausstellung in der Universitätsbibliothek Heidelberg. Universitätsverlag Winter, Heidelberg 2016, ISBN 978-3-8253-6621-6, S. 134–141.

### Fakeals Methode
Die Museumsausstellungen der Bilder mit gefälschter Signatur unter dem echten Künstlernamen Han van Meegeren führten zu einer Höherbewertung der zuvor als Fälschungen verachteten Bilder und zur Auflösung des bisherigen Begriffes vom Original, der an die echte Signatur eines Bildes gebunden war. Stefan Römer schreibt in seinem Buch Künstlerische Strategien des Fake: Kritik von Original und Fälschung: „Spätestens in dem Moment, in dem in einem Museum bewusst Fälschungen ausgestellt werden und ihnen somit eine gewisse institutionelle Funktion zugesichert wird, ist jener Einschnitt sanktioniert, der die Epoche des Originals abzulösen scheint, auch wenn die Museen dies ab den 50er Jahren zunächst nur zur Selbstlegimitation intendierten.“

## Werke

### Werkverzeichnis und Abbildungen
- Marijke van den Brandhof: Een vroege Vermeer uit 1937. Achtergronden van leven en werken van de schilder/vervalser Han van Meegeren. Diss., Het Spectrum, Utrecht 1979 (Werkverzeichnis S. 153–163 und zahlreiche Abbildungen der Bilder mit der Signatur H. van Meegeren)
- H. de Boer, Pieter Koomen: Han van Meegeren Teekeningen I. L. J. C. Boucher, s’Gravenhage 1942 (Bildband der Zeichnungen Han van Meegerens)
- Frederik H. Kreuger: Han van Meegeren Revisited. His Art & a List of his Works. Fourth enlarged edition. Quantes Publishers Rijswijk, Delft 2013, ISBN 978-90-5959-065-6 (englisch).

### Gefälschte Bilder

#### Probebilder, die nicht verkauft wurden
- Dame beim Musikstudium 1935–1936
- Musizierende Dame 1935–1936
- Herrenporträt 1935–1936
- Bildnis einer trinkenden Frau 1935–1936
- Das letzte Abendmahl 1. Fassung 1938–1939
- Jesus unter den Schriftgelehrten Juli–September 1945 (Nachlassverkauf für 3.000 Gulden)
- Die Kupplerin (Die Fälschung von Han van Meegeren nach dem Original des Malers Dirck van Baburen)

#### Verkaufte Fälschungen
- Mann und Frau an einem Spinett. 1932 (Verkauft an den Amsterdamer Bankier Dr. Fritz Mannheimer)
- Christus und die Jünger in Emmaus. 1936–1937 (Verkauft für 520.000–550.000 Gulden an die Stiftung Boymans)
- Trinkergesellschaft. 1937–1938 (Verkauft für 219.000–220.000 Gulden an D. G. van Beuningen)
- Die Kartenspieler. 1938–1939 (Verkauft für 219.000–220.000 Gulden an W. van der Vorm)
- Christuskopf. 1940–1941 (Verkauft für 400.000–475.000 Gulden an D. G. van Beuningen)
- Das letzte Abendmahl. 2. Fassung 1940–1942 (Verkauft für 1.600.000 Gulden an D. G. van Beuningen)
- Segen Jakobs. 1941–1942 (Verkauft für 1.270.000 Gulden an W. van der Vorm)
- Christus und die Ehebrecherin. 1941–1942 (Verkauft für 1.650.000 Gulden an Hermann Göring)
- Die Fußwaschung. 1941–1943 (Verkauft für 1.250.000–1.300.000 Gulden an den Niederländischen Staat)

## Filme und Videos
- Peter Greenaway schuf 1985 den Film A Zed & Two Noughts (deutscher Titel: Ein Z & zwei Nullen) und schrieb dazu das Drehbuch. Der Schauspieler Gerard Thoolen spielt dort einen Chirurgen und Maler namens Van Meegeren, der vielleicht an Han van Meegeren angelehnt ist.
- Film Verführte Hände (1949) von Fritz Kirchhoff[41]
- Film Van Meegerens falsche Vermeers (1951) von Jan Botermans und Gustav Maguel[42]
- Video on Paul Coremans and the van Meegeren case
- Die Tschechoslowakische Fernseh-Kriminalreihe Dobrodružství kriminalistiky von 1990 (deutsch: Täter unbekannt - Sternstunden der Kriminalistik) hat eine Episode, die sich mit dem Fall van Meegeren beschäftigt (Der Meisterfälscher).[43]
- Film The Last Vermeer 2019, Regie: Dan Friedkin. Guy Pearce in der Rolle des Han van Meegeren.

### Rezeption Han van Meegerens in der Belletristik
Zu dem Thema vgl. grundsätzlich: Henry Keazor, Maria Effinger: FAKE: Fälschungen, wie sie im Buche stehen, Heidelberg 2016, ISBN 978-3-8253-6621-6 - FAKE - Ausstellungskatalog Universität Heidelberg 2016, S. 134–141.
Romane
- William Gaddis: Die Fälschung der Welt. ISBN 3-442-44878-6, ISBN 3-86150-236-4. (Roman, von der Gestalt Han van Meegerens inspiriert.)
- Luigi Guarnieri: Das Doppelleben des Vermeer. Antje Kunstmann, München 2005, ISBN 3-88897-381-3. - Italienisches Original: La doppia vita di Vermeer. Mondadori, Mailand 2004. (Roman über Han van Meegeren. Bei diesem „Roman“ handelt es sich jedoch interessanterweise selbst in gewisser Weise um eine Fälschung: Wie Henry Keazor nachweisen konnte[45], hat Guarnieri große Teile seines Buches z. T. wörtlich bei Lord Kilbracken (Van Meegeren. London 1967) abgeschrieben. Guarnieris Bruder Giovanni ist Übersetzer (vgl. translatorscafe.com), von daher konnte sich Luigi von ihm das Buch bequem ins Italienische übersetzen lassen. Keazor zeigt, dass Guarnieri seine Spuren zu verwischen versucht, indem er das Buch Kilbrackens in der italienischen Originalversion nicht erwähnt (dort wird lediglich dessen Vorgängerpublikation von 1951, noch unter Kilbrackens bürgerlichem Namen „John Godley“ vorgelegt, erwähnt), aber der deutsche Verlag wollte seinen Lesern wohl auch die deutsche Version angeben und stieß dabei auf die deutsche Übersetzung des späteren Buches von Lord Kilbracken, das nun - sozusagen versehentlich - doch genannt wird, auch wenn Guarnieri natürlich an keiner Stelle angibt, wie ausgiebig er sich dort bedient hat.)
- Frederik H. Kreuger: The Deception. Novel and His Real Life. Quantes, Rijswijk 2005, ISBN 90-5959-031-7 (englisch)
- Patrick van Odijk: Der falsche Vermeer : Roman. Bielefeld: Pendragon, 2024

Theaterstücke
- Arnold Schwengeler: Der Fälscher. Francke, Bern 1949.
- Gerd Focke: Skandal um Meegeren. Hofmeister, Leipzig 1960.
- Larry Ward und Gordon Russel: Masterpiece. 1964.
- Marie Doudart de la Gree: Het Fenomeen. Den Haag 1974.
- Ian Walker: Ghost in the Light. In: Three Plays. Verlag iUniverse, 2005, ISBN 0-595-33992-1.
- Bruce J. Robinson: Another Vermeer. 2007.

### Archivalien
- Archivalien über Han van Meegeren im Rijksbureau voor Kunsthistorische Documentatie (RKD)
- Archivalien über Jacques Henri Emil van Meegeren im Rijksbureau voor Kunsthistorische Documentatie (RKD)

### Video
- Van Meegeren's Fake Vermeers. Vom Museum Boijmans Van Beuningen: Film über Han van Meegeren und seine gefälschten Vermeer-Bilder. (Holländisch mit englischen Untertiteln)
- Terra X: F - wie Fälschung 2. Folge: "Meister" Werke ZDF-Film von Nina Koshofer, moderiert von Christian Berkel. In dem Film beurteilt Frederik H. Kreuger den Fälscher Han van Meegeren.

### Bildquellen
- Fälschermuseum Wien
- Museum Valse Kunst Vledder